# Akan (náboženství)
Akan je africké kmenové náboženství.
Objevuje se u stejnojmenného etnika žijícího v západní Africe. 
Jedná se o polyteistický systém s nejvyšším bohem stvořitelem, který má mnoho různých jmen - Nyame, Nyankopon, Brekyirihunuade (všemohoucí), Odomankoma (nekonečný vynálezce), Ɔbɔadeɛ (stvořitel) a Anansi Kokuroko (velký návrhář nebo velký pavouk). 
Nejvyšší Bůh často člověku nedostupný a vzdálený, pročež se s ním lidé snaží komunikovat prostřednictvím nižších bohů či duchů. 